# Гербы районов Марий Эл

Герб Марий Эл

Республика Марий Эл состоит из 17 муниципальных образований: 3 городских округов (с центрами в городах Йошкар-Ола, Волжск и Козьмодемьянск) и 14 муниципальных районов. Все муниципальные образования республики имеют свой герб.
Республика Марий Эл, как один из субъектов Российской Федерации, имеет свой собственный герб.
Ниже приводятся действующие гербы муниципальных образований Республики Марий Эл.

## Гербы городских округов
| Герб | Муниципальное образование            | Дата принятия   | Авторский коллектив | Документ |
| ---- | ------------------------------------ | --------------- | ------------------- | -------- |
|      | Городской округ «Город Йошкар-Ола»   |                 |                     |          |
|      | Городской округ город Волжск         | 10 октября 2002 | И. В. Ефимов        |          |
|      | Городской округ город Козьмодемьянск | 25 мая 2005     |                     |          |

## Гербы муниципальных районов
| Герб | Муниципальное образование | Дата принятия    | Авторский коллектив         | Документ |
| ---- | ------------------------- | ---------------- | --------------------------- | -------- |
|      | Волжский район            | 27 июля 2006     | Ефимов И. В.                | [ 3 ]    |
|      | Горномарийский район      |                  |                             |          |
|      | Звениговский район        | 28 апреля 2004   | Ефимов И. В.                | [ 4 ]    |
|      | Килемарский район         | 20 декабря 2005  |                             | [ 5 ]    |
|      | Куженерский район         | 28 июня 2006     | Ефимов И. В. и Ефимов П. И. | [ 6 ]    |
|      | Мари-Турекский район      |                  |                             |          |
|      | Медведевский район        |                  |                             |          |
|      | Моркинский район          |                  |                             |          |
|      | Новоторъяльский район     | 28 декабря 2005  | Ефимов И. В.                | [ 8 ]    |
|      | Оршанский район           | 20 сентября 2006 |                             | [ 9 ]    |
|      | Параньгинский район       |                  |                             |          |
|      | Сернурский район          |                  |                             |          |
|      | Советский район           |                  |                             |          |
|      | Юринский район            | 10 декабря 2002  | Ефимов И. В.                | [ 10 ]   |

## Упразднённые гербы

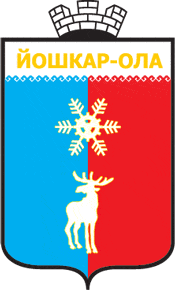
Йошкар-Ола (1968—2005)
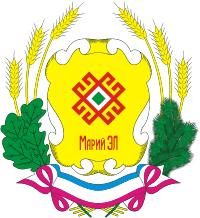
Марий Эл (1993—2006)
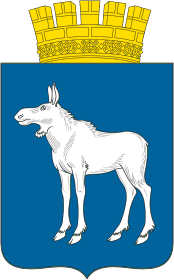
Йошкар-Ола (2005—2011)
Марий Эл (2006—2011)